# Naboczeń bagienny
Naboczeń bagienny, naboczeń (Mecostethus parapleurus) – gatunek dużego, ciepłolubnego, euroazjatyckiego owada z rodziny szarańczowatych (Acrididae). Występuje na wilgotnych łąkach południowej i zachodniej Europy oraz Azji. W Polsce bardzo rzadki.
Samce osiągają 17–21 mm długości ciała. Samice są większe, długości 24–30 mm. Skrzydła u przedstawicieli obydwu płci sięgają końca odwłoka. Umożliwiają tym szarańczakom wykonywanie lotów na krótkich dystansach.
Samice składają do gleby pakiety jajowe w ootekach. Larwy rozwijają się wiosną. W Europie Środkowej osobniki dorosłe (magines) można obserwować od sierpnia.
Na terenie Polski gatunek ten nie jest chroniony. W Polskiej Czerwonej Księdze Zwierząt zaliczony został do kategorii VU (gatunki wysokiego ryzyka, narażone na wyginięcie). Za główne zagrożenie dla Mecostethus parapleurus uważana jest intensywna gospodarka człowieka.